# Werner Emmanuel Bachmann
Werner Emmanuel Bachmann (Detroit, 13 novembre 1901 – 22 marzo 1951) è stato un chimico statunitense, noto per le sue ricerche nel campo degli steroidi e degli esplosivi. Il suo nome è inoltre associato alla reazione di Gomberg-Bachmann.

## Vita
Werner Emmanuel Bachmann nacque a Detroit, nel Michigan, figlio di un immigrato svizzero. Dopo due anni al Junior College di Detroit, studiò ingegneria chimica alla Università del Michigan nella vicina Ann Arbor. Nel 1923 ottenne il baccellierato in ingegneria. Durante questi studi frequentò le lezioni di chimica organica di Moses Gomberg, che lo influenzarono nella sua decisione di abbandonare le scienze applicate per dedicarsi alla ricerca. Nel 1924 conseguì il Master of Science e nello stesso anno sviluppò, assieme a Gomberg, la reazione di formazione di composti diarilici tramite sali di diazonio nota come reazione di Gomberg-Bachmann. In seguito acquisì esperienza industriale lavorando per breve tempo nei laboratori di ricerca della National Aniline Division della Allied Chemical and Dye Corporation di Buffalo (che finirà incorporata nella Honeywell Speciality Materials). Ottenne il dottorato di ricerca nel 1926. L'anno successivo sposò Marie Knaphurst ed ebbe due figli, Joan Marie e Roger Werner. Nel 1928 andò a Zurigo e lavorò con Paul Karrer nella chimica del licopene, ricerca che stimolò il suo interesse per la chimica dei prodotti naturali. Nel 1929 tornò nel Michigan come professore assistente. Nel 1935 fu nominato professore associato; nello stesso anno si recò in Europa e lavorò con James Wilfred Cook al Cancer Royal Hospital di Londra e con Heinrich Otto Wieland a Monaco di Baviera. Tornato nel Michigan, nel 1939 fu nominato professore di chimica. Nel 1940 divenne membro della National Academy of Sciences. 
Durante la seconda guerra mondiale sviluppò un nuovo metodo più economico e più efficiente per la produzione dell'esplosivo ciclotrimetilentrinitroammina (RDX), ora chiamato processo Bachmann. Per questo lavoro ottenne il Naval Ordnance Award nel 1945 e il Presidential Certificate of Merit dal governo statunitense e la King's Medal dal governo britannico nel 1948.
Bachmann è stato editore delle riviste scientifiche Journal of the American Chemical Society (JACS), Journal of Organic Chemistry, Organic Reactions e Organic Syntheses.
Morì nel 1951 per un attacco di cuore.

## Ricerche
I lavori scientifici di Bachmann sono documentati da più di 150 articoli di chimica organica su riviste specialistiche. A parte lo sviluppo della nuova sintesi dell'RDX, i suoi studi riguardarono principalmente la chimica organica fisica (riarrangiamenti, radicali liberi) e la sintesi organica. È considerato un pioniere della sintesi di steroidi; a lui si deve la prima sintesi totale di un ormone steroideo, la equilenina. Il suo nome è inoltre associato alla reazione di Gomberg-Bachmann, che serve a formare composti diarilici tramite sali di diazonio.